# Rheischer Ozean

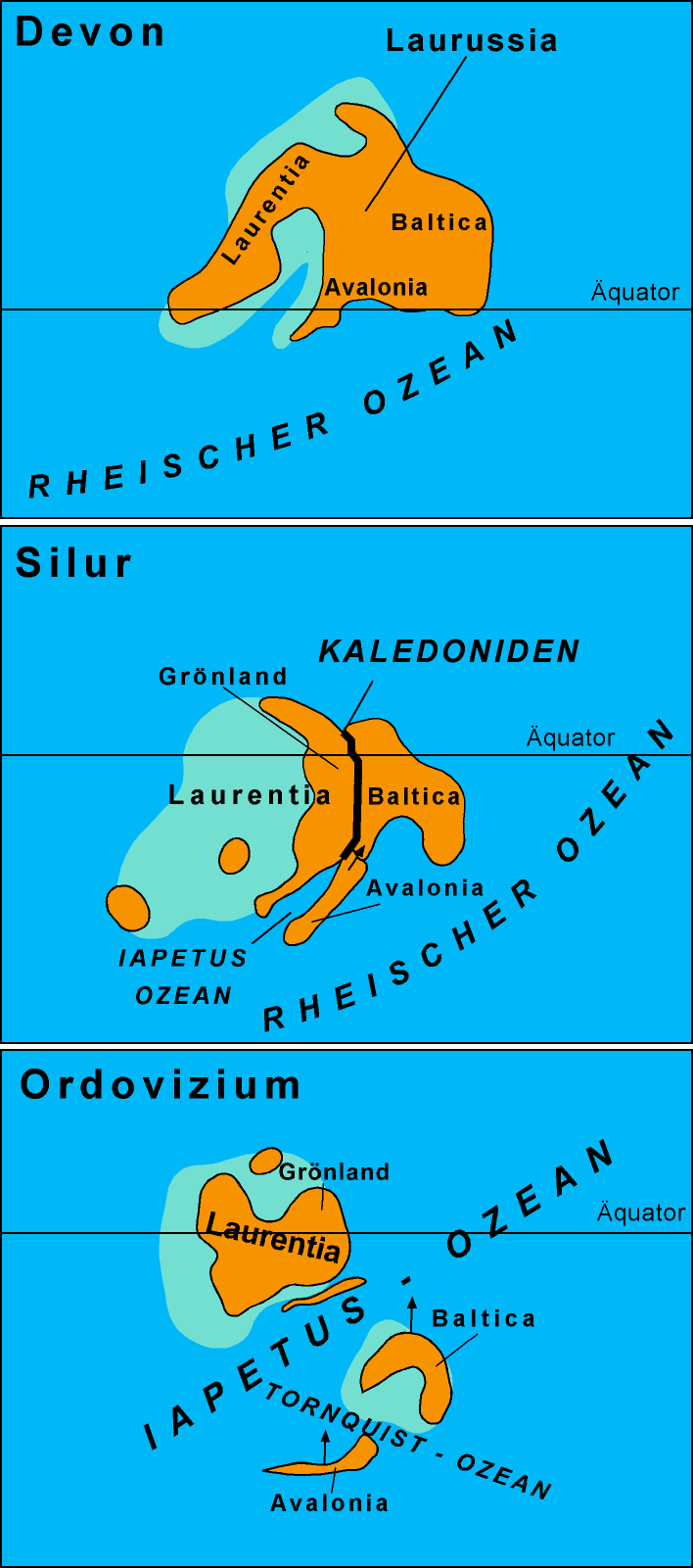
Die paläogeographischen Positionen von Avalonia, Baltica und Laurentia vom Ordovizium bis in das Devon

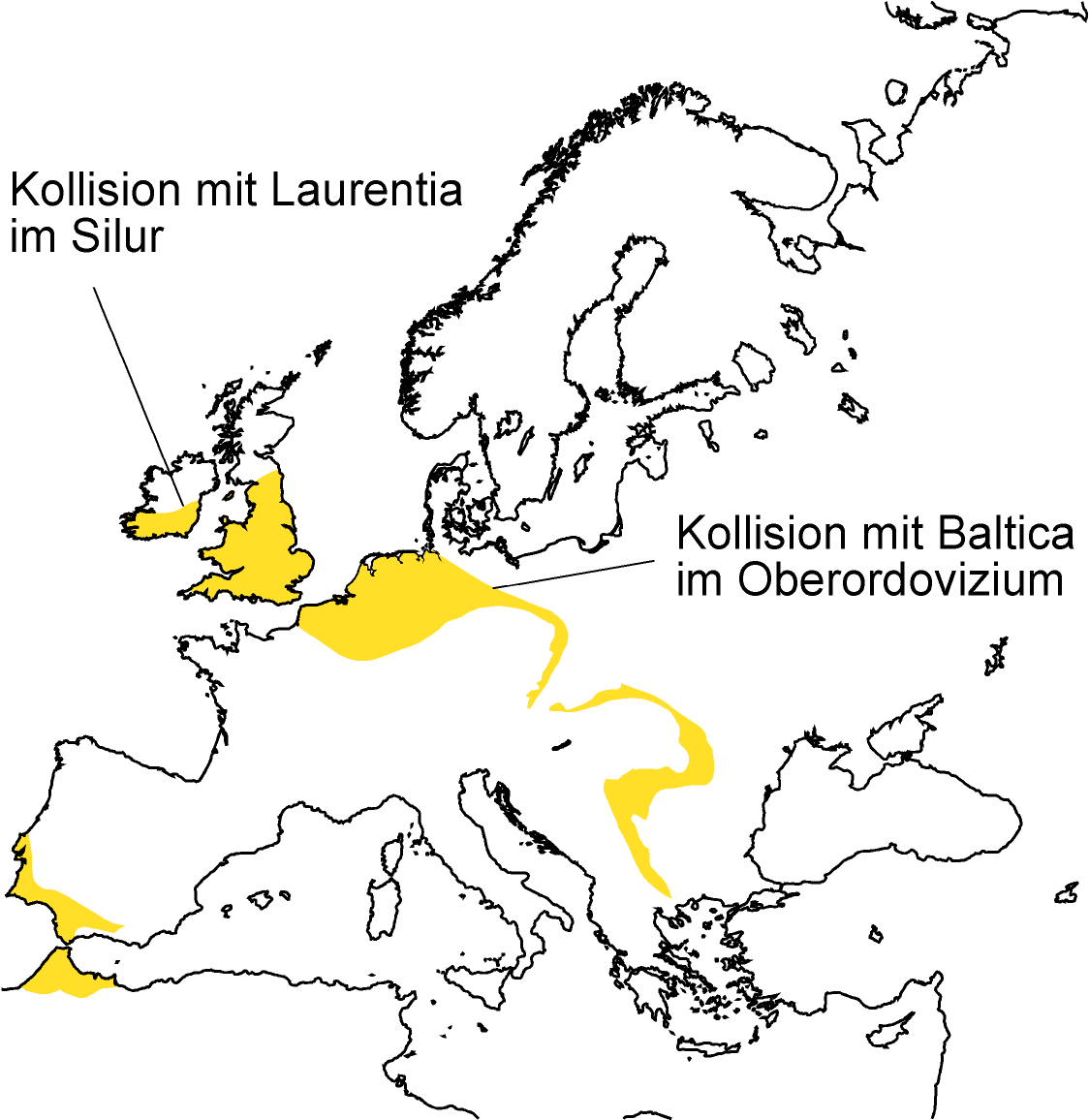
Avalonia-Basement in Europa.

Der Rheische Ozean (auch Rheia-Ozean oder Rhea-Ozean) war in der Erdgeschichte ein Ozean, der von Unterordovizium bis ins Unterdevon existierte. Er trennte damals die Kontinente Laurentia, Baltica und Avalonia bzw. den später aus diesen hervorgegangenen Großkontinent Laurussia im Norden vom Großkontinent Gondwana im Süden. Seine einstige maximale Breite ist nicht bekannt, dürfte jedoch weit über 1000 km betragen haben. Die Sutur, an der dieser Ozean später geschlossen wurde, verläuft heute quer durch Mitteleuropa. Durch die Schließung dieses Ozeans und durch die Verfaltung der Randbereiche entstand das Variszikum.

## Namengebung
Der Name Rheischer Ozean wurde 1972 von W. Stuart McKerrow und Alfred M. Ziegler vorgeschlagen (Rheic Ocean). Die Autoren geben jedoch nicht an, wie der Name gebildet wurde. Aufgrund der zwei weiteren in dieser Arbeit vorgeschlagenen Termini „Pleionic Ocean“ und „Theic Ocean“ ist anzunehmen, dass sie nach Figuren der griechischen Mythologie gebildet wurden (Pleione, Theia und Rhea). Die Titanin Rhea war die Tochter des Uranos und der Gaia.

## Geschichte
Der Rheische Ozean bildete sich auf der Südhalbkugel zwischen dem Großkontinent Gondwana im Süden und dem im Unterordovizium vom Nordrand Gondwanas abbrechenden und nach Norden wandernden Kleinkontinent Avalonia. Im Oberordovizium verschmolz dieser Kleinkontinent zunächst mit Baltica, etwas später im Untersilur kollidierten die vereinigten Baltica/Avalonia mit Laurentia. Vermutlich im Laufe des Silur erreichte der Rheische Ozean seine maximale Breite, die sicher über 1000 km betrug.
Im Obersilur brach dann ein weiterer Krustenblock vom Nordrand Gondwanas ab und driftete nach Norden, das Hun-Superterran, das sich später in die Europäischen und Asiatischen Hun-Terrane teilte. Der Rheische Ozean wurde bei dieser Norddrift unter das Hun-Superterran subduziert. Zwischen dem Hun-Superterran und Gondwana öffnete sich ein neuer Ozean, die Palaeotethys. Der Rheische Ozean hatte im Mitteldevon aufgehört zu existieren.
Im Unterdevon kollidierten die Europäischen Hun-Terrane (in Mitteleuropa ist dies Armorica mit Krustenblöcken, die vom Südrand Balticas abgebrochen waren). In Mitteleuropa war zwischen diesen Krustenblöcken (Mitteldeutsche Kristallinzone) und Baltica ein schmales Ozeanbecken entstanden, der Rhenoherzynische Ozean.
Im Laufe des Devon und Karbon wanderte der Westteil Gondwanas weiter nach Norden. In diesem Bereich wurde nun die Palaeotethys unter das Hun-Superterran subduziert. Im Oberkarbon kollidierte Gondwana in diesem Bereich mit Laurussia, der Rhenoherzynische Ozean wurde subduziert und die Varisziden aufgefaltet. Weiter im Osten kollidierten die Asiatischen Hun-Terrane etwas später und zu unterschiedlichen Zeiten mit Baltica und Sibiria. Dort blieb die Palaeotethys zunächst noch erhalten und öffnete sich keilförmig nach Osten.